# Fachrutdin Ablazow
Fachrutdin Rachmatgalijewicz Ablazow (ros. Фахрутдин Рахматгалиевич Аблязов, tat. Фәхретдин Әбләзов, ur. 1913 we wsi Graczi obecnie w rejonie jenotajewskim w obwodzie astrachańskim, zm. 1958 w obwodzie astrachańskim) – radziecki wojskowy, sierżant, Bohater Związku Radzieckiego (1945).

## Życiorys
Był Tatarem. Od 1935 do 1938 i ponownie od 1942 służył w Armii Czerwonej, od września 1942 uczestniczył w wojnie z Niemcami. W 1944 został członkiem WKP(b). Był sześciokrotnie ranny. Jako dowódca drużyny 904 pułku piechoty 245 Dywizji Piechoty 59 Armii 1 Frontu Ukraińskiego w stopniu sierżanta 30 stycznia 1945 brał udział w forsowaniu Odry w okolicach Katowic, gdzie zastąpił wyeliminowanego z walki dowódcę plutonu. Przeprawiwszy się na drugi brzeg, pluton przyjął walkę, dając możliwość przeprawienia się przez resztę kompanii. Dowodzony przez niego pluton zlikwidował cztery stanowiska ogniowe wroga i przez cały dzień odpierał niemieckie kontrataki. W czasie walki Ablazow został ciężko ranny. Pod koniec 1945 został zdemobilizowany i wrócił w rodzinne strony, gdzie pracował w kołchozie.

## Odznaczenia
- Złota Gwiazda Bohatera Związku Radzieckiego (10 kwietnia 1945)
- Order Lenina
- Order Czerwonej Gwiazdy
- Medal za Odwagę

I inne.